# Abscisna os
Abscísna ós ali os x (pogovorno x-ós) je prva os v pravokotnem koordinatnem sistemu. Koordinata, ki jo ta os določa, se imenuje abscisa ali koordinata x. Včasih se izraz abscisa uporablja tudi za abscisno os, a tako izražanje ni matematično pravilno. 
V dvorazsežnem koordinatnem sistemu je os x praviloma vodoravna (os y ali ordinatna os pa je navpična).
V trirazsežnem koordinatnem sistemu je os x praviloma vodoravna (enako kot os y, na katero je pravokotna), navpična os pa se imenuje os z ali aplikatna os.